# 1954-1955シーズンのNBA
1954-1955シーズンのNBAは、NBAの9回目のシーズンである。シーズンは1954年10月30日に始まり、1955年4月10日に全日程が終了した。

## シーズン前

### 24秒の世界
この年、NBA史上でも最も重要なルールが導入される。「ショットクロック（24秒ルール）」である。
ショットクロック導入以前のNBAは、一度リードを奪えばひたすらボールを保持することに時間を費やし、ドリブルやパスを回すだけのシーンが非常に多かった。敵チームにボールを与えてしまう惧れのあるシュートには消極的になり、1試合の平均得点は減少の一途を辿った。前季にはついに80得点を下回る79.5得点となり、プロスポーツとしてのエンターテインメント性は失われ、NBA人気の低迷に繋がった。このような状況を打破すべく、ショットクロックは導入されたのである。
24秒ルールとは「ボールを保持したチームは24秒以内にシュートを打たなければバイオレーションとなり、ボールの保持権が移る」というものである。発案者はシラキュース・ナショナルズのオーナー、ダニー・バイアーソンだった。当初リーグはショットクロックの導入に消極的だったが、オーナー達の圧力に屈し、夏にはプロと高校生の混合チームによる試験試合が行われる。24秒という数字は48分（2880秒）の試合時間で両チームが60回ずつ攻撃できるとう計算から弾き出されたものである。
このルールの導入により、選手とチームは24秒の間に必ず1回はシュートを打つことを強いられることとなった。これによりドリブルやパス回しだけに費やされていた時間が大幅に短縮され、試合のテンポは急速に上昇し、「攻守が目まぐるしく変わる」という現代バスケットの最大の魅力が確立されていくことになる。このショットクロック導入こそが、NBAが発展していく上での一大転換期となった。
ショットクロック元年から電光掲示板による計測と表示が行われ、ゴールの上ではなくコートの隅に設置された。NBAから遅れて2年後の1956年には国際ルール（FIBA）でも30秒ルールとしてショットクロックが採用された。ショットクロックの導入はNBAがルール改正し、他がそれを追随する例の先駆けともなった。

### 選手会結成
選手会（NBPA）が結成され、初代会長にはボブ・クージーが就任した。当時のNBAには日当や年金制度、サラリーの最低保障など選手を守るための法整備が進んでおらず、平均サラリーは8000ドルだった。
NBPAは北米4大プロスポーツリーグ最古の労働組合である。他のプロリーグと比べて歴史の浅いNBAにいち早く選手会が生まれたのは、NBAは他のプロリーグと比べて選手の絶対数が少なく選手間の繋がりが強いためだった。選手同士の結束の強さはそのまま組織の強さに比例し、他のプロリーグと比べても特に強い力を持つNBPAは後にしばしばリーグと衝突するが、当時のNBPAはその存在をリーグやオーナーから公式に認められていなかった。NBPAがリーグから公式な組織として認められ、強権を発動できるようになるまでは、約10年の時を待たなければならない。

### ドラフト
ドラフトではフランク・セルヴィがボルティモア・ブレッツから全体1位指名を受けた。またボブ・ペティット、ジーン・シュー、レッド・カー、ラリー・コステロ、リッチー・ゲーリン、チャック・ノーブル、ディック・ガーメイカーが指名を受けている。

### その他
- NBCによる試合の初放送が行われる。NBCとの契約は1962年まで続き、以後はABCが引き継いだ。NBCによる放送は1990年に復活した。

## シーズン

### オールスター
- 開催日：2月18日
- 開催地：ニューヨーク
- オールスターゲーム　イースト 100－91 ウエスト  MVP：ビル・シャーマン　（ボストン・セルティックス）

### イースタン・デビジョン
| チーム                         | 勝 | 負 | 勝率 | ゲーム差 |
| ------------------------------ | -- | -- | ---- | -------- |
| シラキュース・ナショナルズ     | 43 | 29 | .597 | -        |
| ニューヨーク・ニックス         | 38 | 34 | .528 | 5        |
| ボストン・セルティックス       | 36 | 36 | .500 | 7        |
| フィラデルフィア・ウォリアーズ | 33 | 39 | .458 | 10       |
| ボルティモア・ブレッツ         | 3  | 11 | .214 | 11       |

### ウエスタン・デビジョン
| チーム                       | 勝 | 負 | 勝率 | ゲーム差 |
| ---------------------------- | -- | -- | ---- | -------- |
| フォートウェイン・ピストンズ | 43 | 29 | .597 | -        |
| ミネアポリス・レイカーズ     | 40 | 32 | .556 | 3        |
| ロチェスター・ロイヤルズ     | 29 | 43 | .403 | 14       |
| ミルウォーキー・ホークス     | 26 | 46 | .361 | 17       |

### スタッツリーダー
| 部門     | 選手                 | チーム                         | 記録  |
| -------- | -------------------- | ------------------------------ | ----- |
| Points   | ニール・ジョンストン | フィラデルフィア・ウォリアーズ | 1,631 |
| Rebounds | ニール・ジョンストン | フィラデルフィア・ウォリアーズ | 1,085 |
| Assists  | ボブ・クージー       | ボストン・セルティックス       | 557   |
| FG%      | ラリー・ファウスト   | フォートウェイン・ピストンズ   | 48.7  |
| FT%      | ビル・シャーマン     | ボストン・セルティックス       | 89.7  |

※1969-70シーズン以前はアベレージよりも通算でスタッツリーダーが決められていた。

### 各賞
- All-NBA First Team:
  - ニール・ジョンストン,フィラデルフィア・ウォリアーズ
  - ボブ・クージー,ボストン・セルティックス
  - ラリー・ファウスト,フォートウェイン・ピストンズ
  - ドルフ・シェイズ,シラキュース・ナショナルズ
  - ボブ・ペティット,ミルウォーキー・ホークス

- ルーキー・オブ・ザ・イヤー
  - ボブ・ペティット,ミルウォーキー・ホークス

### シーズン概要
- ショットクロックの絶大な効果が数字にも表れた。前季、チームの1試合平均得点が79.5得点だったのが、このシーズンは10点以上も跳ね上がり、NBC史上初となる90得点越えの93.1得点を記録。NBAの歴史の中で試合内容がこれほど激変したシーズンはない。得点以外にもFG試打数、リバウンド数、アシスト数も過去最高を更新した。
- ニール・ジョンストンが3年連続得点王に加え、リバウンド王にも輝き、NBA史上初の得点王とリバウンド王の二冠を達成した。
- ジョージ・マイカンが引退したミネアポリス・レイカーズは、チーム史上初めて勝率が6割を切ったものの、デビジョン2位につける健闘を見せた。
- BAA時代からのチームであるボルティモア・ブレッツがシーズン中に解散し、チーム数は歴代最小の8にまで減少した。

## プレーオフ・ファイナル
前季、実験的に行われたリーグ戦は結局1シーズンのみで取りやめとなり、各デビジョンの勝率1位は第1シードとしてデビジョン準決勝が免除された。勝率2位と3位のチームでデビジョン準決勝を争い、その勝者が第1シードのチームとファイナル進出を賭けて争う。このフォーマットは1966年まで続いた。デビジョン準決勝は3戦2勝制、デビジョン決勝は5戦3勝制、ファイナルは7戦4勝制である。
|  | Division Semifinals | Division Semifinals | Division Semifinals |                |   | Division Finals | Division Finals | Division Finals |  |  | NBA Finals | NBA Finals | NBA Finals |
|  |                     |                     |                     |                |   |                 |                 |                 |  |  |            |            |            |
|  |                     |                     |                     |                |   |                 |                 |                 |  |  |            |            |            |
|  |                     | 1                   | ピストンズ          | 3              |   |                 |                 |                 |  |  |            |            |            |
|  | Western Division    | 1                   | ピストンズ          | 3              |   |                 |                 |                 |  |  |            |            |            |
|  |                     |                     | 2                   | レイカーズ     | 1 |                 |                 |                 |  |  |            |            |            |
|  | 3                   | ロイヤルズ          | 2                   | レイカーズ     | 1 | 1               |                 |                 |  |  |            |            |            |
|  | 3                   | ロイヤルズ          |                     |                |   | 1               |                 |                 |  |  |            |            |            |
|  | 2                   | レイカーズ          | 2                   |                |   |                 |                 |                 |  |  |            |            |            |
|  |                     |                     |                     |                |   |                 |                 |                 |  |  | W1         | ピストンズ | 3          |
|  |                     |                     | E1                  | ナショナルズ   | 4 |                 |                 |                 |  |  |            |            |            |
|  |                     |                     |                     |                |   |                 |                 |                 |  |  |            |            |            |
|  |                     |                     |                     |                |   |                 |                 |                 |  |  |            |            |            |
|  |                     | 1                   | ナショナルズ        | 3              |   |                 |                 |                 |  |  |            |            |            |
|  | Eastern Division    | 1                   | ナショナルズ        | 3              |   |                 |                 |                 |  |  |            |            |            |
|  |                     |                     | 3                   | セルティックス | 1 |                 |                 |                 |  |  |            |            |            |
|  | 3                   | セルティックス      | 3                   | セルティックス | 1 | 2               |                 |                 |  |  |            |            |            |
|  | 3                   | セルティックス      |                     |                |   | 2               |                 |                 |  |  |            |            |            |
|  | 2                   | ニックス            | 1                   |                |   |                 |                 |                 |  |  |            |            |            |

ファイナルは2年連続ファイナルに進出したシラキュース・ナショナルズと、デビジョン準決勝で王者ミネアポリス・レイカーズを破り、初のファイナルに駒を進めたフォートウェイン・ピストンズとで争った。シラキュースとフォートウェインという小規模な都市で行われたため、周囲からの注目は低かったが、シリーズ自体は第7戦までもつれた激戦となり、全試合が一桁点差、第4戦以外は5点差以内で決着が着いた実力伯仲の接戦だった。地元ファンも盛り上がり、敵チームのフリースロー時には盛大に足踏みをして邪魔するようになり、また第5戦ではピストンズのファンが白熱のあまり、ナショナルズのジョージ・キングに向けて椅子を放り投げ、警官が出動すると言う騒ぎもあった。
優勝が掛かった第7戦、残り12秒でジョージ・キングがフリースローを決めて92-91とナショナルズが土壇場で逆転した。まだ十分に逆転できる時間を保持していたピストンズは、アンディ・フィリップにボールを預け、フィリップはそのままドリブルで駆け上がり、最後のシュートチャンスを窺った。しかし彼の背後から忍び寄ったキングがフィリップのボールを奪い取り、ナショナルズの初優勝を告げる試合終了のブザーが鳴った。
ナショナルズのオーナーはショットクロックを提言したダニー・バイアーソンだった。彼の提言によりこのシーズンから導入されたショットクロックは、リーグ全体の平均得点を大幅に引き上げた。しかし当のナショナルズの得点力はリーグでも下位に属し、逆に平均失点はリーグ1位とリーグ最強のディフェンス力を保持していた。

### 疑惑の第7戦
ナショナルズが優勝を決めた第7戦には八百長疑惑が付き纏っている。それはピストンズの選手が賭博行為のために、故意に負けたのではないかというもので、第7戦では前半を41-24とピストンズが大差を付けていたが、その後逆転負けを喫している。後に当時の不正を告白するジョージ・ヤードリーは、第7戦残り18秒でバイオレーションでナショナルズにボールの保持権を与え、それがナショナルズの逆転勝利に繋がっている。

## ラストシーズン
- フレッド・スコラリ　（1946-55）
- ジム・ポラード　（1948-55）
- ボブ・デイヴィス　（1948-55）
- ボブ・ナイト　（1954-55） 後にNCAAの名物コーチとなる人物。NBAキャリアは2試合のみだった。